# Morcar
Morcar (o Morkere) (anglès antic: Mōrcǣr) (mort després de 1087) era fill d'Ælfgar (comte de Mèrcia) i germà de Ēadwine. Va ser el comte de Northúmbria des del 1065 fins al 1066, quan Guillem el Conqueridor el va substituir per Copsi.

## Disputa amb els Godwin
Morcar i el seu germà Ēadwine, ara comte de Mèrcia, van ajudar els rebels de Northúmbria a expulsar Tostig Godwinson. A l'octubre de 1065 els northumbrians van triar Morcar com a comte a York.
Immediatament va satisfer la gent de Bernícia fent el govern del país més enllà del riu Tyne a Osulf de Bamburgh, el fill gran d'Eadwulf III de Bamburgh, el comte de Bernicia, a qui Siward havia matat el 1041 cap al sud amb els rebels, Morcar va reunir a les seves forces els homes de Nottingham, Derby i Lincoln, membres de l'antiga confederació danesa de ciutats, i va trobar a Ēadwine, que estava al capdavant d'una força considerable a Northampton. Allà els germans i el seu exèrcit rebel van considerar les propostes de pau que els oferia el comte Harold Godwinson. Les negociacions van continuar a Oxford, on els northumbrians insistiren en el reconeixement de Morcar, fins que Harold va cedir el 28, i l'elecció de Morcar va ser legalitzada.

## Esdeveniments de 1066

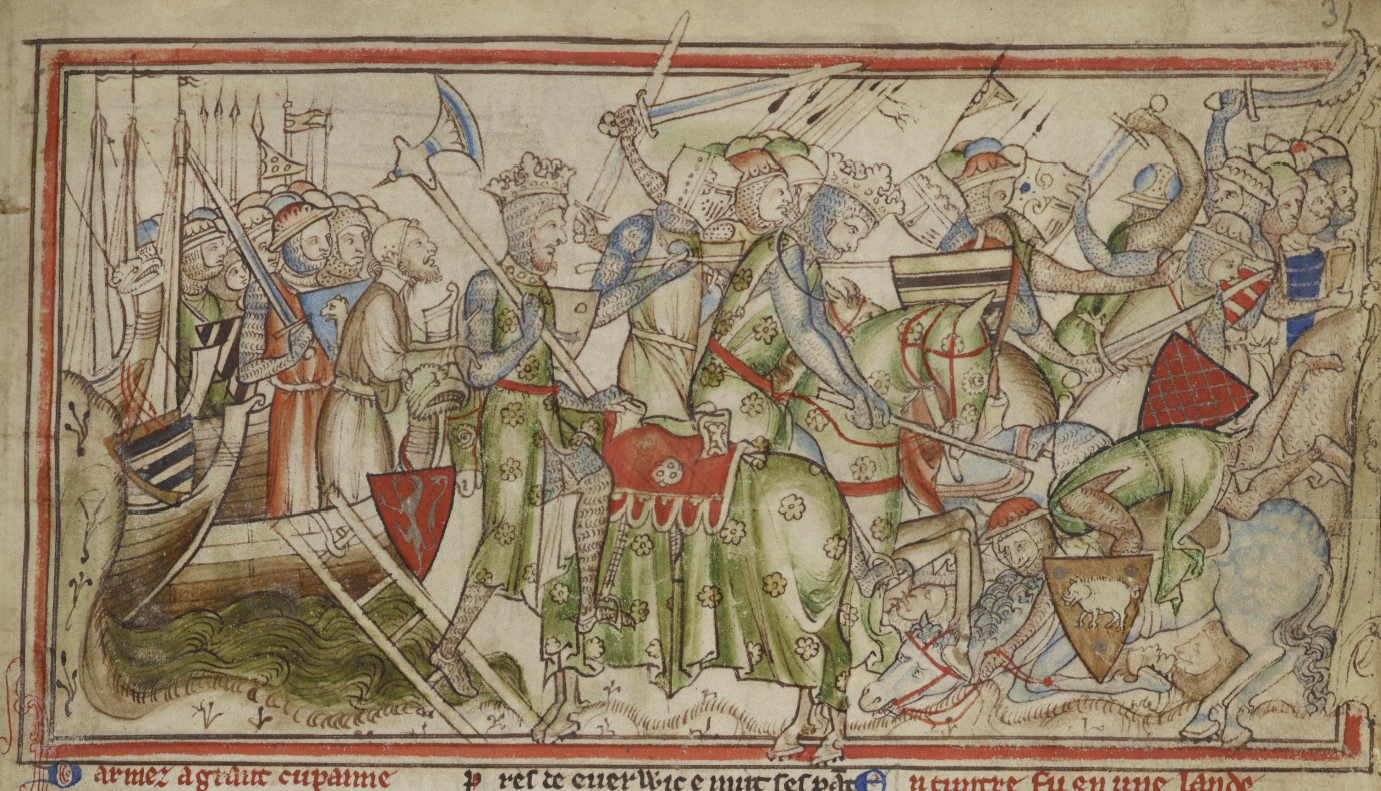
La batalla de Fulford, en la qual Morcar va ser comandant, de La vida del rei Eduard el Confessor de Matthew Paris.

A la mort d'Eduard el Confessor, Morcar va donar suport a Harold, però la gent del seu comtat estava insatisfeta. Harold va visitar York, la seu del govern de Morcar, a la primavera de 1066, i va superar la seva desafecció per mitjans pacífics. A l'estiu, Morcar es va unir al seu germà Edwin per rebutjar Tostig, que estava assolant la costa de Mèrcia. Quan, però, Tostig i el seu aliat Harald Hardrada van envair Northúmbria al setembre, Morcar evidentment no estava disposat a trobar-los; i no va ser fins que York va ser amenaçat que, després d'haver-se unit Edwin, va sortir contra ells amb un gran exèrcit. Els dos comtes van ser derrotats al batalla de Fulford, prop de York, en una batalla ferotge, en la qual, segons una autoritat nòrdica, Morcar sembla haver estat destacat.
York es va rendir i Harold Godwinson va haver de marxar de pressa per salvar el nord per la batalla de Stamford Bridge. Desagraïts tot i aquest alliberament, Morcar i el seu germà van impedir que les forces del nord s'unís a Harold, en la defensa del regne contra els normands. Després de la batalla de Hastings, Morcar i el seu germà van arribar a Londres, van enviar la seva germana Ealdgyth, vídua d'Harold, a Chester, i van instar els ciutadans a elevar un o altre d'ells al tron.
Van estar d'acord en l'elecció d'Edgard Ætheling, però decebuts per la seva esperança van deixar la ciutat amb les seves forces i van tornar al nord, creient que el Conqueridor no avançaria tan lluny. En poc temps, però, es van trobar amb Guillem de Normandia a Berkhamstead, o més probablement a Barking, després de la seva coronació. William va acceptar la seva submissió, va rebre d'ells regals i ostatges i van ser reintegrats. El Conqueridor va portar Morcar i el seu germà amb ell a Normandia el 1067, i després del seu retorn els va mantenir a la seva cort.

## Desaparició i mort
El 1068, es van retirar de la cort, van arribar als seus comtats i es van rebel·lar contra Guillem. Van ser recolzats per un gran nombre tant d'anglesos com de gal·lesos; el clergat, els monjos i els pobres estaven molt al seu costat, i s'enviaven missatges a totes les parts del regne per aixecar la resistència. L'activitat de Morcar potser es pot inferir de la part destacada que va tenir York en el moviment. Sembla probable, però, que Edgar fos nominalment el cap de la rebel·lió, i que fos especialment recolzat pel districte de Bernici sota Gospatric. Morcar i el seu germà no estaven inclinats a arriscar-se massa; van avançar amb els seus homes a Warwick, i allí es van sotmetre al Conqueridor, van ser perdonats i es van mantenir de nou a la cort, el rei els va tractar amb aparença de favor. En la seva deserció, la rebel·lió va quedar en res. L'any 1071 es va fer alguna travessia entre ells i el rei, i Guillem, es diu, estava a punt d'enviar-los a la presó, però van escapar d'amagat de la cort.
Després de vagar una estona, mantenint-se al país salvatge, es van separar, i Morcar es va unir als insurgents a l'illa d'Ely, i va romandre amb ells fins a la rendició de l'illa. Morcar, es diu, es va lliurar amb la seguretat que el rei el perdonaria i el rebria com un amic lleial. Guillem, tanmateix, el va comprometre a la custòdia de Roger de Beaumont, que el va mantenir estretament empresonat a Normandia.
Quan el rei estava al llit de mort l'any 1087, va ordenar que Morcar fos alliberat, en comú amb altres que havia mantingut a la presó a Anglaterra i Normandia, amb la condició que fessin jurament de no pertorbar la pau a cap de les dues terres. No va estar gaire fora de la presó, perquè William Rufus el va portar a Anglaterra, i en arribar a Winchester el va tancar a la presó allí. No se sap res més d'ell i, per tant, és probable que morís a la presó.